# Бернацкий, Никодим
Никодим (Никодем) Бернацкий (пол. Nikodem Biernacki; 1 сентября 1825, Тернополь, Королевство Галиции и Лодомерии, Австрийская империя — 6 мая 1892, Санок, Австро-Венгрия) — польский музыкант, скрипач, концертмейстер и композитор. музыкальный педагог.

## Биография
Первые уроки музыки получил у своего отца, затем обучался под руководством итальянца Тонини, капельмейстера графа К. Пшездзецкого (1782—1856), продолжил учёбу в Лейпцигской консерватории у Морица Гауптмана и Фердинанда Давида. Был учеником Луи Шпора и Г. Эрнста в Париже.
Играл в военном оркестре в Черновцах, затем — в составе оркестра театра Скарбека во Львове (ныне Украинский драматический театр имени Марии Заньковецкой). В 1851 году отправился в Варшаву.
Карьеру виртуоза начал ещё во время обучения. Выступал с концертами во Франции, Германии, Российской империи, Швеции, Бельгии и Америке. С 1854 года работал концертмейстером Варшавского Большого театра, был солистом Гевандхауса в Лейпциге. В 1863—1864 годах был придворным скрипачом мексиканского императора Максимилиана I, затем в течение 15 лет — концертмейстером шведского двора.
По возвращении на родину занимался педагогической деятельностью в Познани. В 1879 году основал музыкальную школу в Познани. Затем работал профессором музыки в Высшей иезуитской школе в Хырове.
Умер 6 мая 1892 года в Санок. Похоронен на центральном городском кладбище.

## Творчество
Автор инструментальных и вокальных произведений, большинство из которых при жизни Бернацкого не были изданы. Сочинил ряд скрипичных произведений, кроме того, песен и камерной музыки.